# Партиты для клавира
Партиты для клавира, BWV 825–830 ― набор из шести сюит, написанный Иоганном Себастьяном Бахом в 1726–1731 годах. Сочинение также известно под названием Clavier-Übung I.
Тональности партит (си-бемоль мажор, до минор, ля минор, ре мажор, соль мажор, ми минор) могут показаться случайными, но на самом деле они образуют такую последовательность интервалов: на секунду вверх (B♭–C), на терцию вниз (C–A), на кварту вверх (A–D), на квинту вниз (D–G) и на сексту вверх (G–E).

## Список

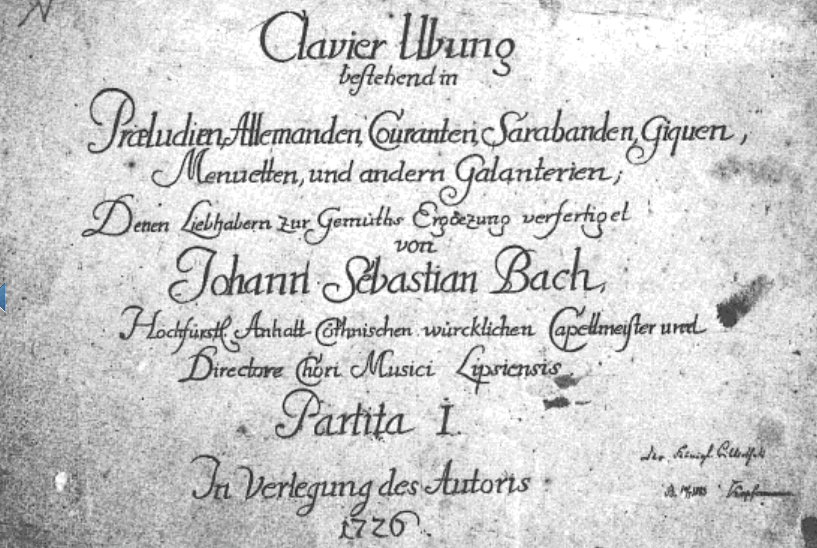
Титульный лист партиты № 1

- Партита № 1, BWV 825

Прелюдия, аллеманда, куранта, сарабанда, менуэт I, менуэт II, жига
- Партита № 2, BWV 826

Симфония, аллеманда, куранта, сарабанда, рондо, каприччио
- Партита № 3, BWV 827

Фантазия, аллеманда, куранта, сарабанда, бурлеска, скерцо, жига
- Партита № 4, BWV 828

Увертюра, аллеманда, куранта, ария, сарабанда, менуэт, жига
- Партита № 5, BWV 829

Преамбула, аллеманда, куранта, сарабанда, менуэт, паспье, жига
- Партита № 6, BWV 830

Токката, аллеманда, куранта, ария, сарабанда, гавот, жига